# بوریا بال
بوریا بال (به لاتین: Boria Bal) یک منطقهٔ مسکونی در افغانستان است که در ولایت بلخ واقع شده‌است.